# Amaury Sport Organisation
L'Amaury Sport Organisation (ASO) è l'ente organizzatore di molti eventi sportivi soprattutto in Francia. È parte del gruppo Éditions Philippe Amaury, editore de L'Équipe.
L'ASO organizza il Tour de France, la Vuelta a España, la Parigi-Roubaix, la Liegi-Bastogne-Liegi, la Freccia Vallone, la Parigi-Nizza, il Critérium du Dauphiné, l'Arctic Race of Norway, il Saudi Tour, la Parigi-Tours, il Giro di Germania, la Eschborn-Frankfurt, la Volta a Catalunya, il Tour of Qatar, il Tour of Oman, lo Shanghai Criterium e il Saitama Criterium (ciclismo), ma anche il Rally Dakar e la Dakar Series, corse motoristiche, la Maratona di Parigi, gli open francesi di golf ed eventi equestri.
Nel 2007 il presidente dell'Amaury Sport Organisation era Patrice Clerc.